# Compagnia Stabile di Operette Alfa Folies

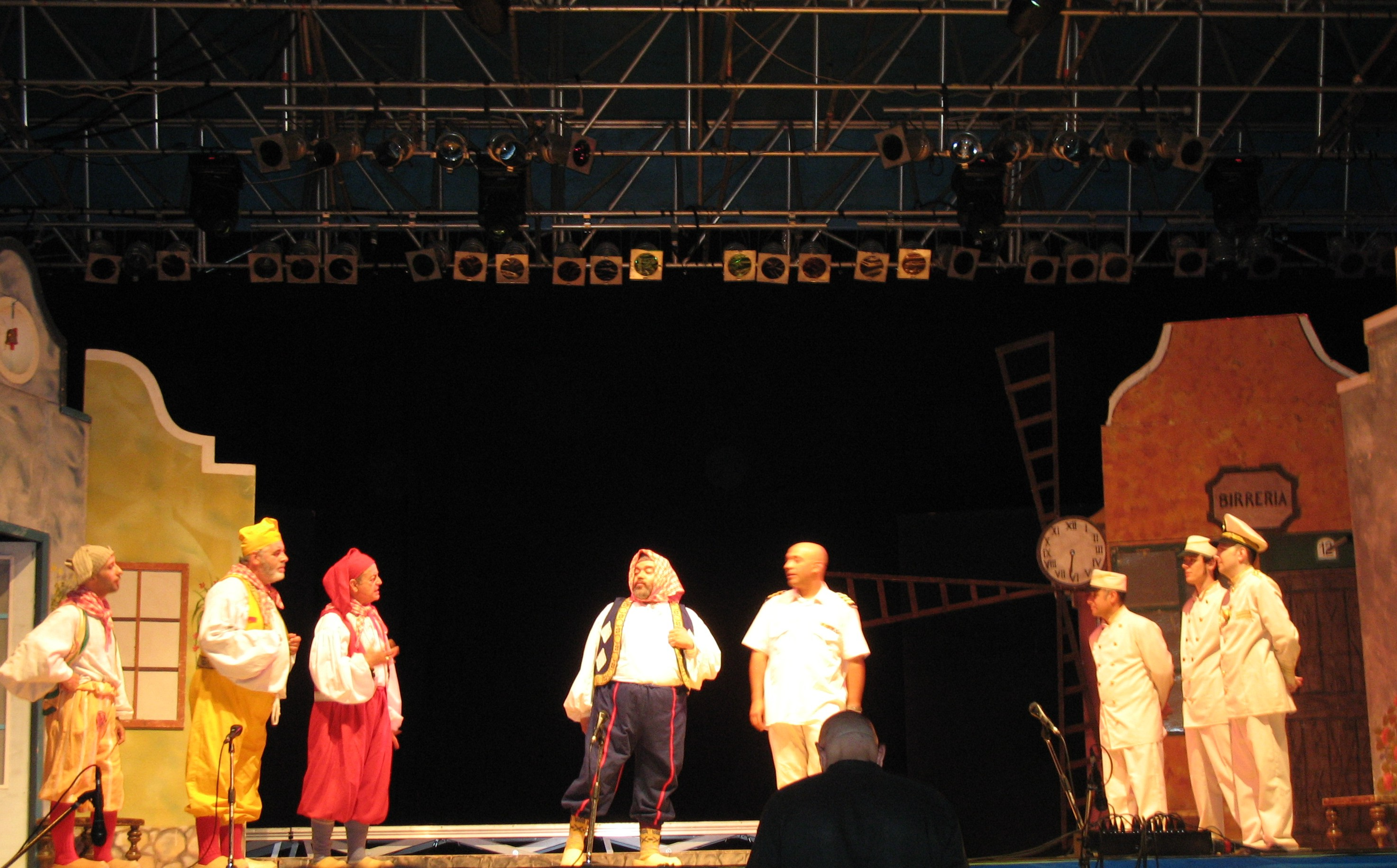
La Compagnia Alfa Folies
in una rappresentazione de Il Paese dei Campanelli

La Compagnia Stabile di Operette Alfa Folies è una compagnia teatrale e musicale piemontese che fa capo all'Alfa Teatro di Torino ed è specializzata nel repertorio di operetta, amabile e prezioso tipo di spettacolo brillante e/o sentimentale, chiamato in Italia anche "Piccola Lirica.

## Compagine
Creata e diretta dall'attore e regista Augusto Grilli, è apprezzata per la cura dei propri allestimenti (oltre cinquanta scenografie complete e intercambiabili ed una dotazione di circa diecimila costumi), basati su ricerche filologiche condotte su copioni e spartiti originali.
Oltre a cantanti e direttori d'orchestra specializzati nel genere, può contare su di una propria orchestra, un corpo di ballo ed un nutrito cast di interpreti accurati tra i quali spiccano le figure del giovane Marco Grilli (figlio di Augusto), brillante attor comico ed eclettico trascinatore, e della bella e affascinante soubrette Elena Menegatti, con l'attore caratterista Claudio Bertoni.
La compagnia ha sede a Torino e dal 1990 tiene i propri spettacoli in una propria struttura - l'omonimo Alfa Teatro, un sala costruita nel 1928 e ristrutturata secondo un design di stile viennese  - promuovendo questo genere teatrale, posto a metà tra il teatro di prosa e la musica lirica.

## Tournée
La compagnia porta in tournée in varie località italiane, nel corso d'ogni stagione teatrale, i propri spettacoli riscuotendo ovunque consensi unanimi, e questo grazie alla cura degli allestimenti e al valore professionale degli artisti impegnati nelle produzioni.

## Spettacoli collaterali
A fianco di un festival dell'Operetta, l'Alfa Teatro - che organizza anche spettacoli di burattini e marionette (affidati alle cure e alle sapienti "mani" di Marco Grilli; con un'immensa collezione, esposta nel proprio spazio museale e visitabile all'interno del Teatro, che comprende oltre diecimilaciquecento "pezzi" d'ogni epoca e provenienza), teatro di prosa, musica classica, jazz, musical, opera lirica, musica folk, danza classica e danza moderna - tiene anche corsi di recitazione, con audizioni e provini, per fornire nuovi talenti specialmente indirizzati al mondo dell'operetta.

## Repertorio
Il repertorio è costituito da operette di grande popolarità e lavori meno noti. Fra gli spettacoli prodotti figurano:
- La vedova allegra
- L'acqua cheta
- Al Cavallino Bianco
- Fra Diavolo
- Il fiore delle Hawaii
- Il Paese dei Campanelli
- Cin Ci La
- Le mille e una notte
- La principessa della Czardas
- Addio giovinezza!
- La danza delle libellule
- Scugnizza
- Il pipistrello
- Dedè
- Pardon Signora Contessa
- Lo zingaro barone
- Paganini
- Santarellina